# SARSA法
SARSA法（State–Action–Reward–State–Action）はマルコフ決定過程でのポリシーを学習するためのアルゴリズムであり、機械学習のサブカテゴリーである強化学習の分野で使われる。RummeryとNiranjanのテクニカルノートの中で、「Modified Connectionist Q-Learning(MCQ-L, 修正コネクショニストQ学習)」という名前で提案された。リチャード・サットンにより提案された、「SARSA」という名前は、脚注で言及されるに留まった。
このネーミングは、行動価値関数Qの更新アルゴリズムが、現在の状況{\displaystyle S_{1}}、現在の行動{\displaystyle A_{1}}、行動による報酬{\displaystyle R_{2}}、次の状態{\displaystyle S_{2}}、その状態で選ぶ行動{\displaystyle A_{2}}の5つ組で決まることに由来する。一般化すると、{\displaystyle (S_{t},A_{t},R_{t+1},S_{t+1},A_{t+1})}である。なお、{\displaystyle R_{t+1}}は報酬の定義によっては、{\displaystyle R_{t}}とも書かれるが、リチャード・サットンの『強化学習（第2版）』の表記法に合わせた。

## アルゴリズム
状態 {\displaystyle S_{t}} のエージェントが行動 {\displaystyle A_{t}} を選び、報酬 {\displaystyle R_{t+1}} を得て、状態が {\displaystyle S_{t+1}} に遷移し、その次の行動が {\displaystyle A_{t+1}} だとする。このとき行動価値関数 {\displaystyle Q(S_{t},A_{t})} を次の式で更新する。{\displaystyle Q(S_{t},A_{t})} は {\displaystyle R_{t+1}+\gamma \,Q(S_{t+1},A_{t+1})} に近づくように学習される。
{\displaystyle Q(S_{t},A_{t})\leftarrow (1-\alpha )Q(S_{t},A_{t})+\alpha \left[R_{t+1}+\gamma \,Q(S_{t+1},A_{t+1})\right]}
SARSAでは、エージェントは環境と相互作用し、行われた行動ベースでポリシーを更新する。そのため、オンポリシー型の学習アルゴリズムである。
学習率 {\displaystyle 0<\alpha <1} は、古い情報を、新しく獲得した情報によってどの程度上書きするかを決定する。0にすれば、エージェントは何も学ばないし、1にすれば、最近の情報だけを近視眼的に考慮するようになる。
割引率 {\displaystyle 0<\gamma <1} は、将来の報酬の重要度を決定する。0にすれば、エージェントは日和見主義的、近視眼的になる。要するに、現在の報酬だけを考慮するようになる。1に近づければ、長期的視野で高い報酬を求めるようになる。1にしたり、1を超えたりすると、Q値は発散してしまう可能性がある。